# Bucegi Naturpark
Bucegi Naturpark (rumænsk: Parcul Natural Bucegi) er et beskyttet område (naturpark kategori V IUCN) beliggende i Rumænien, i det administrative område af amterne Brașov, Dâmbovița og Prahova.

## Beliggenhed
Naturparken ligger i den sydlige-centrale del af Rumænien, i Bucegi-bjergene i de Transsylvanske Alper.

## Beskrivelse
Bucegi Naturpark har et areal på 32.663 ha og blev erklæret et beskyttet område ved lov nr. 5 af 6. marts 2000 (offentliggjort i Monitorul Oficial Number 152 af 12. april 2000) og repræsenterer et bjergrigt område med huler, skaktgrotter, kløfter, højdedrag, synkehuller, dale, vandfald, græsgange og skove, der beskytter en varieret flora og fauna. Parken er berømt for klippeformationerne Babele og Sphinx.

### Habitater
Parken rummer bøgeskove, buske, alpine kalkstensoverdrev, alpine floder og urteagtig vegetation, bjergenge, kilder, kalkstensklippeskråninger og tørre græsarealer.

### Naturreservater
Parkens beskyttede områder inkluderer : Abruptul Mălăiești - Bucșoiu - Gaura (1.634 ha) og Locul fosilifer Vama Strunga i Brașov County; Cocora Cave og Cheile Urșilor (307 ha) i Dâmbovița County; og Abruptul Prahovean Bucegi (3.478 ha) og Colții lui Barbeș-bjergene (1.513 ha) i Prahovadistriktet.